# The Old Silver Watch
The Old Silver Watch è un cortometraggio muto del 1912. Il nome del regista non viene riportato nei credit del film.

## Produzione
Il film fu prodotto dalla Vitagraph Company of America.

## Distribuzione
Distribuito dalla General Film Company, il film - un cortometraggio in una bobina - uscì nelle sale cinematografiche statunitensi il 19 marzo 1912. Nel Regno Unito, venne distribuito il 15 giugno 1912.